# Lista krajów największych producentów śliw

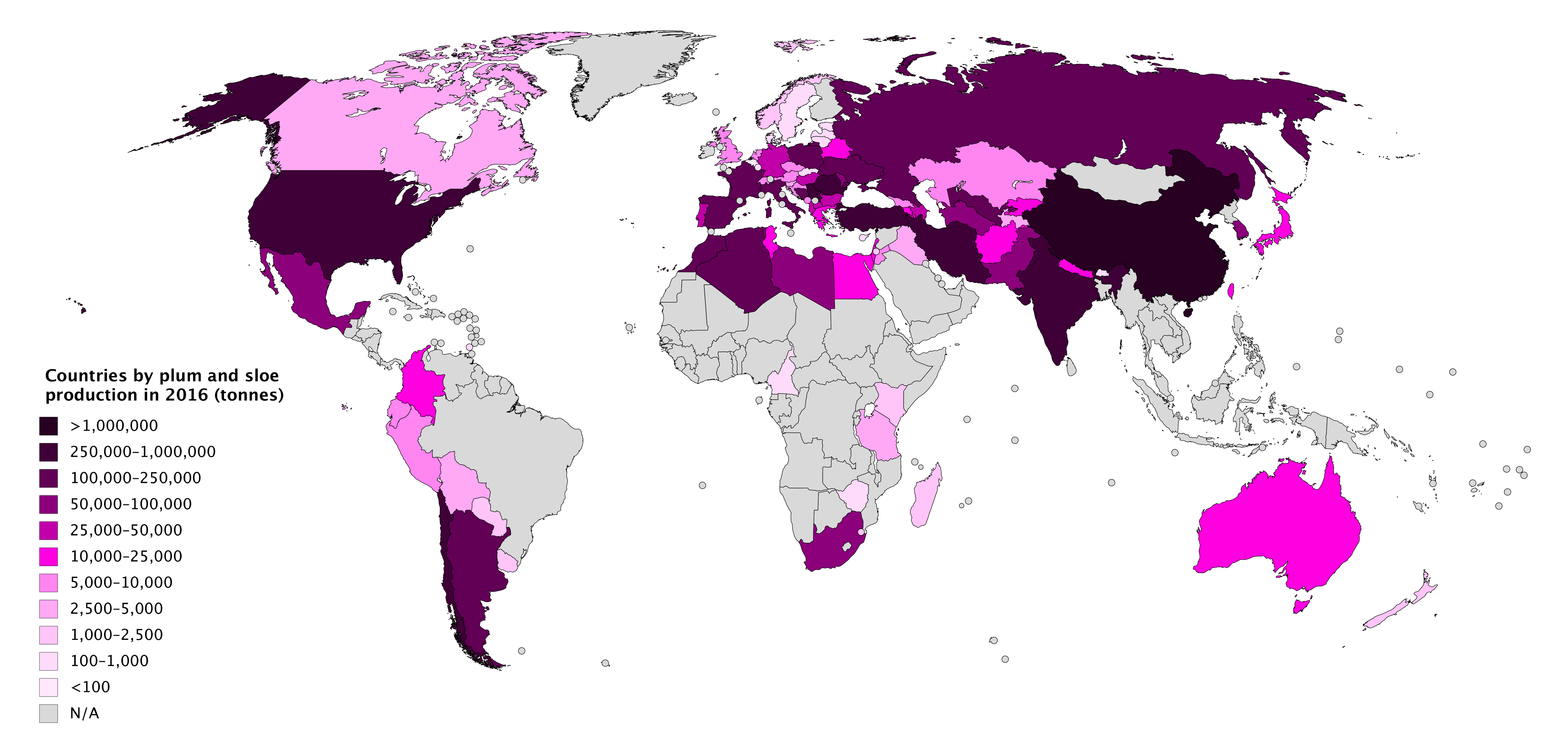
Produkcja śliwek w 2016 roku

Poniższa lista zawiera kraje uporządkowane według wielkości produkcji śliwek w 2016 roku na podstawie danych FAO opublikowanych w sierpniu 2017 roku.
Należy pamiętać, że produkowane na świecie śliwy należą do dwóch grup - śliw europejskich pochodzących od Prunus domestica oraz śliw japońskich pochodzących od Prunus salicina i nie uprawianych w Polsce a i w Europie w niewielkim zakresie. Dane statystyczne podawane są jednak dla obu grup łącznie.
| Miejsce | Kraj/Region          | Produkcja śliw (tony) |
| ------- | -------------------- | --------------------- |
| 1       | Chiny                | 6 663 165             |
| 2       | Rumunia              | 512 975               |
| 3       | Serbia               | 463 115               |
| 4       | Stany Zjednoczone    | 392 537               |
| 5       | Turcja               | 297 589               |
| 6       | Chile                | 294 873               |
| 7       | Iran                 | 269 113               |
| 8       | Indie                | 261 903               |
| 9       | Hiszpania            | 222 020               |
| 10      | Włochy               | 220 729               |
| 11      | Francja              | 211 269               |
| 12      | Ukraina              | 178 320               |
| 13      | Rosja                | 164 602               |
| 14      | Argentyna            | 156 084               |
| 15      | Uzbekistan           | 134 103               |
| 16      | Bośnia i Hercegowina | 131 579               |
| 17      | Maroko               | 123 577               |
| 18      | Polska               | 109 503               |
| 19      | Algieria             | 102 588               |
| 20      | Mołdawia             | 99 716                |
| 21      | Południowa Afryka    | 81 463                |
| 22      | Meksyk               | 77 931                |
| 23      | Korea Południowa     | 74 246                |
| 24      | Pakistan             | 55 628                |
| 25      | Libia                | 52 155                |
| 26      | Turkmenistan         | 51 606                |
| 27      | Bułgaria             | 48 630                |
| 28      | Albania              | 40 180                |
| 29      | Węgry                | 38 021                |
| 30      | Niemcy               | 37 783                |